# Белинда Бенчич
Белинда Бенчич (слч. Belinda Benčičová; Флавил, 10. март 1997) швајцарска је тенисерка. 

## Каријера
Највећи успех у каријери јој је полуфинале Отвореног првенства САД 2019. Освојила је два ИТФ турнира. Најбољи пласман на ВТА листи, до сада, остварила је 17. августа 2015. када је била 12, након освајања свог првог великог турнира у Торонту, где је победила чак четири играчице из топ 10 (Каролину Возњацки, Ану Ивановић, Серену Вилијамс и Симону Халеп). За Швајцарску је у Фед купу дебитовала 2012. године. У јуниорској конкуренцији је освојила два гренд слем турнира, Ролан Гарос и Вимблдон, оба 2013. године. Тренира је отац Иван, који је емигрирао у Швајцарску из Чехословачке 1968.
Представљала је Швајцарску на Олимпијским играма 2020. у Токију, освојила је златну медаљу у појединачној конкуренцији, победила је у финалу Маркету Вондроушову из Чешке.

## Приватни живот
Бенчичева је словачког порекла. Њени родитељи су емигрирали из Чехословачке у Швајцарску. Отац јој из Братиславе а мајка из Моченока поред Њитре. Код куће говори словачки.
Поред швајцарског има и словачко држављанство.